# 베이하이시
베이하이(북해, 중국어: 北海, 병음: Běihǎi, 좡어:Bwzhaij)는 중국 광시 좡족 자치구에 위치하는 지급시이다. 청대에 만들어진 신흥 항만 도시이다. 시명은 북부만(北部湾)의 북쪽에 있는 것에서 유래한다.

## 지리
동경 108°50′45″ - 109°47′28″, 북위 21°29′ - 21°55′34″ 사이에 위치한다. 광시 좡족 자치구의 남쪽 끝, 통킹만(중국에서는 북부만이라고 한다)에 접한다. 연평균 기온은 22.6°C, 연평균 강수량은 1644mm이다.

## 역사
청나라 강희제 초년에 처음으로 북해의 이름이 보이며 가경(嘉慶) 연간에 시가가 형성되기 시작했다. 1876년 중영 옌타이 조약에 의해 개항 되었다. 지금도 당시의 영사관이나 상사, 교회 등의 서양 건축이 남아 있다.
1949년 12월 4일 인민해방군이 입성했지만, 당시는 허푸현(合浦県) 소속의 진에 지나지 않았다. 1951년 1월 광둥성의 성시할이 되었지만, 동년 5월 광시성의 지도에 위탁되어 1952년 3월 정식으로 광시성에 귀속되었다. 1955년 5월에는 다시 광둥성으로 반환되어 1956년에는 현급시로 격하되었다. 1958년에는 허푸현(合浦県) 베이하이 인민공사가 되었지만, 1959년 진이 되어, 1964년에는 현급시를 회복, 1965년 6월 다시 광시에 귀속되었다.
1982년 관광 대외 개방도시가 되어, 1983년 10월 지급시의 지위를 회복했다. 1984년 4월에는 대외 개방된 연해도시가 되어, 1987년에는 허푸현을 병합하였다.

## 인구
주민의 대부분은 한족이고 소수의 좡족이 거주한다. 주민들 대부분은 베이화로 불리는 광둥어의 방언을 사용한다.

## 기후
| 베이하이시의 기후                                             | 베이하이시의 기후 | 베이하이시의 기후 | 베이하이시의 기후 | 베이하이시의 기후 | 베이하이시의 기후 | 베이하이시의 기후 | 베이하이시의 기후 | 베이하이시의 기후 | 베이하이시의 기후 | 베이하이시의 기후 | 베이하이시의 기후 | 베이하이시의 기후 | 베이하이시의 기후 |
| 월                                                            | 1월               | 2월               | 3월               | 4월               | 5월               | 6월               | 7월               | 8월               | 9월               | 10월              | 11월              | 12월              | 연간              |
| ------------------------------------------------------------- | ----------------- | ----------------- | ----------------- | ----------------- | ----------------- | ----------------- | ----------------- | ----------------- | ----------------- | ----------------- | ----------------- | ----------------- | ----------------- |
| 역대 최고 기온 °C (°F)                                        | 27.9 (82.2)       | 29.9 (85.8)       | 31.5 (88.7)       | 33.4 (92.1)       | 35.8 (96.4)       | 36.2 (97.2)       | 36.2 (97.2)       | 37.1 (98.8)       | 36.4 (97.5)       | 34.7 (94.5)       | 32.0 (89.6)       | 28.8 (83.8)       | 37.1 (98.8)       |
| 일평균 최고 기온 °C (°F)                                      | 18.7 (65.7)       | 20.3 (68.5)       | 23.1 (73.6)       | 27.3 (81.1)       | 30.6 (87.1)       | 31.8 (89.2)       | 31.9 (89.4)       | 31.8 (89.2)       | 31.3 (88.3)       | 29.3 (84.7)       | 25.6 (78.1)       | 21.0 (69.8)       | 26.9 (80.4)       |
| 일일 평균 기온 °C (°F)                                        | 14.7 (58.5)       | 16.4 (61.5)       | 19.4 (66.9)       | 23.7 (74.7)       | 27.2 (81.0)       | 28.9 (84.0)       | 29.1 (84.4)       | 28.6 (83.5)       | 27.6 (81.7)       | 25.0 (77.0)       | 21.1 (70.0)       | 16.6 (61.9)       | 23.2 (73.8)       |
| 일평균 최저 기온 °C (°F)                                      | 12.0 (53.6)       | 13.9 (57.0)       | 16.9 (62.4)       | 21.3 (70.3)       | 24.6 (76.3)       | 26.6 (79.9)       | 26.6 (79.9)       | 26.0 (78.8)       | 24.8 (76.6)       | 22.0 (71.6)       | 18.0 (64.4)       | 13.7 (56.7)       | 20.5 (69.0)       |
| 역대 최저 기온 °C (°F)                                        | 2.0 (35.6)        | 2.5 (36.5)        | 3.5 (38.3)        | 9.6 (49.3)        | 15.0 (59.0)       | 19.2 (66.6)       | 20.2 (68.4)       | 18.7 (65.7)       | 16.1 (61.0)       | 12.0 (53.6)       | 6.4 (43.5)        | 2.0 (35.6)        | 2.0 (35.6)        |
| 평균 강수량 mm (인치)                                         | 38.2 (1.50)       | 30.5 (1.20)       | 50.5 (1.99)       | 71.6 (2.82)       | 127.3 (5.01)      | 299.4 (11.79)     | 384.5 (15.14)     | 440.4 (17.34)     | 217.4 (8.56)      | 83.3 (3.28)       | 48.8 (1.92)       | 29.9 (1.18)       | 1,821.8 (71.73)   |
| 평균 강수일수 (≥ 0.1 mm)                                      | 7.8               | 8.5               | 12.2              | 10.0              | 10.4              | 13.7              | 16.0              | 17.1              | 12.4              | 6.4               | 5.4               | 6.2               | 126.1             |
| 평균 상대 습도 (%)                                            | 78                | 82                | 84                | 83                | 81                | 82                | 82                | 84                | 80                | 75                | 74                | 72                | 80                |
| 평균 월간 일조시간                                            | 93.9              | 80.3              | 82.3              | 118.4             | 197.1             | 185.7             | 208.3             | 193.8             | 194.5             | 204.2             | 165.0             | 126.9             | 1,850.4           |
| 가능 일조율                                                   | 28                | 25                | 22                | 31                | 48                | 46                | 51                | 49                | 53                | 57                | 50                | 38                | 42                |
| 출처: 중국기상국 (평년값: 1991년~2020년, 극값: 1971년~2010년) |                   |                   |                   |                   |                   |                   |                   |                   |                   |                   |                   |                   |                   |

## 행정 구역

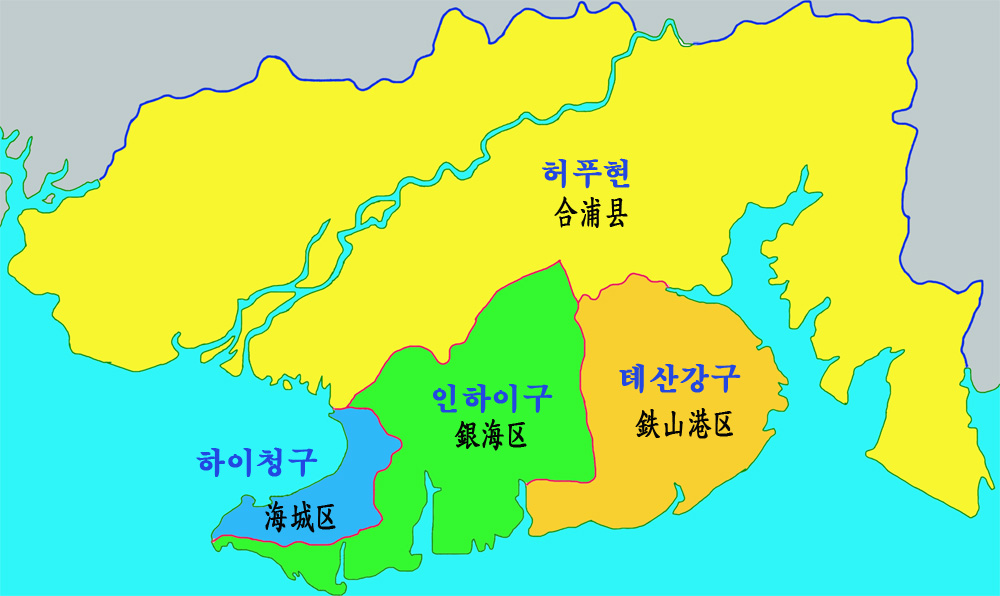
베이하이시 현급구역

3개 시할구, 1개 현을 관할한다.
- 시할구
  - 하이청 구(海城区)
  - 인하이 구(銀海区)
  - 톄산강 구(鉄山港区)
- 현
  - 허푸 현(合浦県)

## 자매 도시
- 피지 수바
- 오스트레일리아 퀸즐랜드주 골드코스트
- 미국 오클라호마주 털사
- 일본 구마모토현 야쓰시로시